# Georg Carl Hahn

Georg Carl Hahn

Georg Carl Hahn (* 23. Dezember 1822 in Ludwigslust; † 16. Mai 1895 in Lübeck) war ein Pionier auf dem Gebiet der Lebensmittelkonservierung.

## Leben
Georg Carl Hahn wurde als älterer Sohn des Advokaten und „Ober-Auditeurs“ Georg Ludwig Hahn und dessen Frau Henriette Charlotte Elisabeth, geb. Willich, geboren. Sein jüngerer Bruder, Theodor Hahn, wurde später als Apotheker, Heilpraktiker und Fachbuchautor bekannt. Der Ethnologe Eduard Hahn war sein Sohn.
Angeregt durch einen Vortrag, in dem Johann Heinrich Gaedertz 1844 über die Möglichkeiten der Haltbarmachung von Lebensmitteln gesprochen hatte, begann Hahn, damals noch Angestellter eines Lübecker Eisenwarenhändlers, mit eigenen Versuchen auf diesem Gebiet.
Als erstem Deutschen gelang ihm 1845 die Haltbarmachung und Eindosung von Gemüse nach dem Appert-Verfahren; bis dahin hatte man in Weißblechdosen konservierte Lebensmittel aus Frankreich importieren müssen. Durch seine Erfolge ermutigt, gründete Hahn am 1. Mai 1848 ein eigenes Unternehmen für die Herstellung von Konserven, die heute noch existierende Firma G. C. Hahn & Co. mit Sitz in der Glockengießerstraße Nr. 271 (nach heutiger Zählung Nr. 37). Es handelte sich dabei um die erste handelsgerichtlich eingetragene Konservenfabrik Deutschlands.
1852 heiratete Hahn Pauline Voigt (* 1832; † 1900). Unterstützt durch seine Ehefrau, die aktiv an der Weiterentwicklung der Produktion und der Verbesserung der Konservierungsverfahren teilhatte, baute Hahn die erfolgreiche Firma in den Folgejahren aus. 1854 bezog das Unternehmen ein größeres Gebäude in der Hüxstraße Nr. 359 (heute Nr. 88), 1888 verlegte Hahn den Firmensitz in das spätbarocke Palais in der Aegidienstraße 22, wo er sich bis heute befindet. Das dortige Gebäude steht an der Stelle eines mittelalterlichen Hofes, der von 1420 bis 1455 dem italienischen Bankier Gherardo Bueri gehörte, der in Lübeck das Bankhaus Medici vertrat. Das Hofgrundstück war im 16. bis zum 18. Jahrhundert auch als der Geverdeshof bekannt und wurde 1779 als elfachsiges Wohnhaus von L. H. von Höveln neu erbaut.
Am 1. Mai 1889 gab Georg Carl Hahn die Leitung der Firma an seine Söhne Georg Theodor Hahn und Julius Hahn ab; sechs Jahre darauf verstarb er. Sein Unternehmen ging im Jahr 2007 an den britischen Lebensmittelhersteller Tate & Lyle.

## Bilder

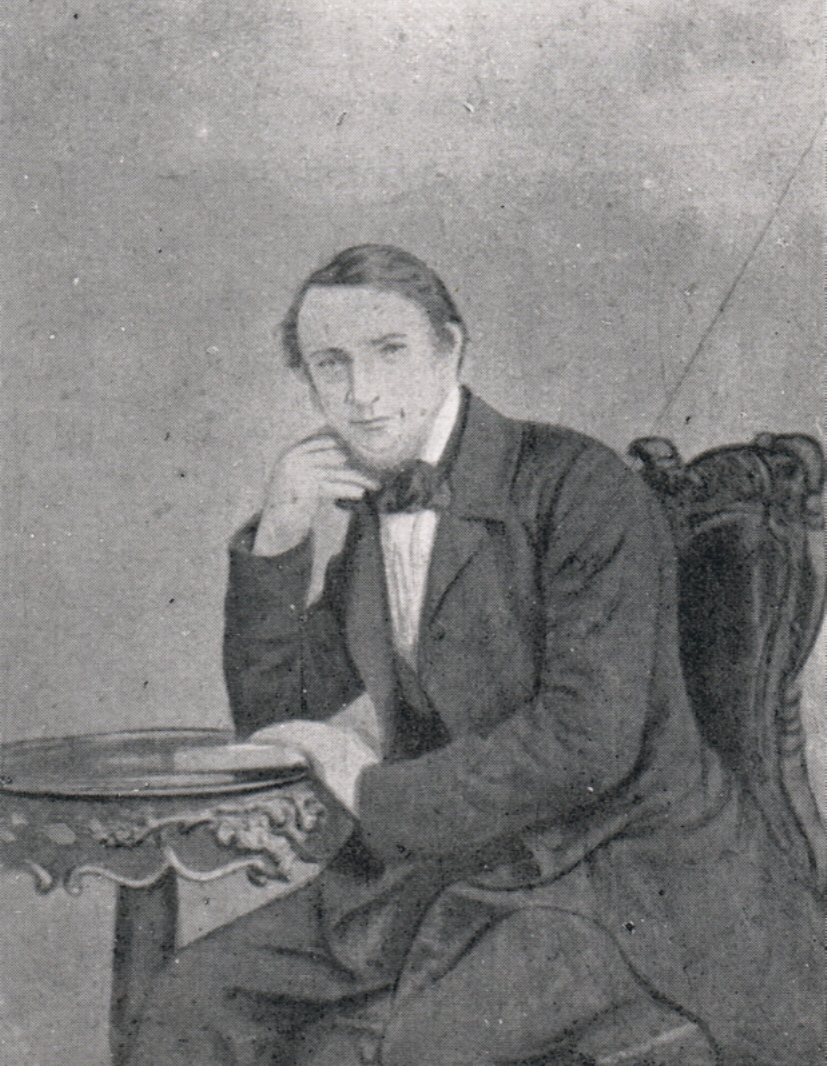
Georg Carl Hahn, um 1855
Pauline Hahn, geb. Voigt, um 1855
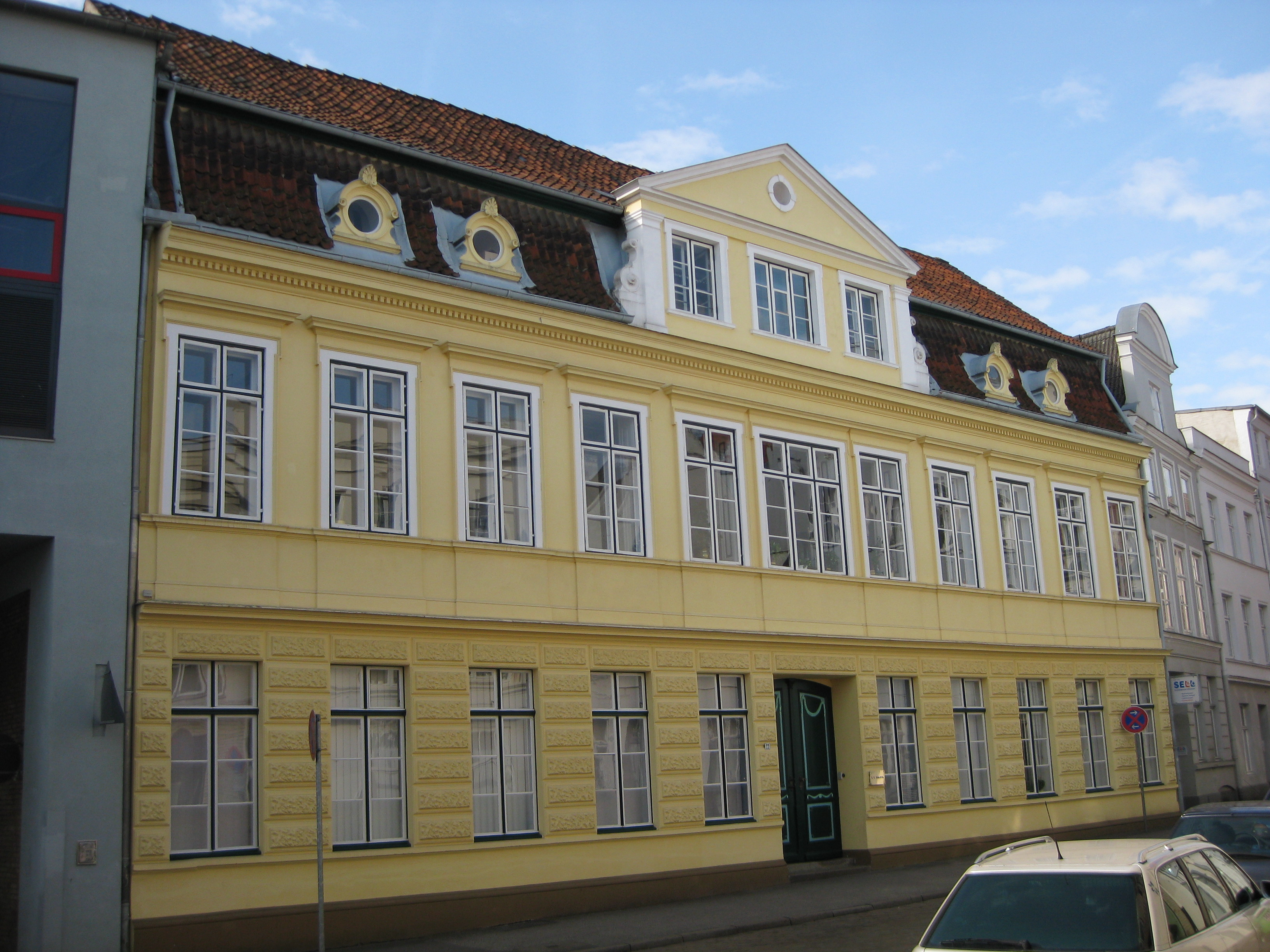
Gewerdeshof, Sitz der Firma Hahn